# اچ‌ام‌اس هرمس (آر۱۲)
اچ‌ام‌اس هرمس (آر۱۲) (به انگلیسی: HMS Hermes (R12)) یک کشتی بود که طول آن ۲۳۶٫۱۴ متر (۷۷۴ فوت ۹ اینچ) بود. این کشتی در سال ۱۹۵۳ ساخته شد.